# Artuby
Ne doit pas être confondu avec Nartuby.
L'Artuby (Artubi en provençal) est une rivière de France traversant les Alpes-de-Haute-Provence, les Alpes-Maritimes et le Var, affluent gauche du Verdon, donc sous-affluent du Rhône par la Durance.

## Géographie
De 53,8 km de long, l'Artuby prend sa source à La Foux de Peyroules, à 1 274 m d'altitude.
Elle traverse les communes de Peyroules, La Martre, Châteauvieux, Brenon, Bargème et Comps-sur-Artuby avant de pénétrer dans le camp militaire de Canjuers pour finir son parcours en se jetant dans le Verdon après être passée sous le pont de l'Artuby (pont de Chaulière 182 m) où l'on pratique le saut à l'élastique.
L'Artuby passe dans un canyon de 18 km de long pouvant aller jusqu'à 200 m de profondeur de Comps-sur-Artuby jusqu'aux gorges du Verdon où il finit son cours, du côté de la Mescla (la boucle formée par le Verdon au contact de l'Artuby), à 552 m d'altitude.
Dans le Camp de Canjuers, au niveau du hameau de Chardan, elle présente d'importantes pertes , qui font, qu'en été, son cours en aval est le plus souvent sec.
Ces pertes alimenteraient la résurgence des Frayères dans les gorges de Châteaudouble à la confluence des rivières de la Nartuby d'Ampus et de celle de Châteaudouble, encore appelée Nantuby, au nord du hameau de Rebouillon.

### Communes et cantons traversés
Dans les trois départements des Alpes-Maritimes, des Alpes-de-Haute-provence, et du Var, l'Artuby traverse les douze communes, de l'amont vers l'aval, de Peyroules (source), Valderoure, Séranon, La Bastide, La Martre, Bargème, Montferrat, Comps-sur-Artuby, Châteaudouble, Trigance, Rougon, Aiguines (confluence).
Soit en termes de cantons, l'Artuby prend source dans le canton de Castellane, traverse le canton de Grasse-1, conflue dans le canton de Flayosc, le tout dans les arrondissements de Castellane, de Grasse, de Draguignan et de Brignoles.
L'Artuby traverse donc les intercommunalités de communauté de communes Alpes Provence Verdon - Sources de Lumière, communauté d'agglomération du Pays de Grasse, communauté de communes du Pays de Fayence, communauté d'agglomération dracénoise, communauté de communes Lacs et Gorges du Verdon.

### Toponyme
L'Artuby a donné son hydronyme à la commune de Comps-sur-Artuby.

### Bassin versant
Son bassin versant est de 372 km2 de superficie. L'Artuby traverse cinq zones hydrographiques « Le Verdon de l'Artuby au Maire », « Le Verdon du Jabron à l'Artuby », « L'Artuby du Rieu Tort à la Bruyère », « L'Artuby de la Bruyère incluse au Verdon », « L'Artuby de sa source au Rieu Tort inclus ».

### Organisme gestionnaire
L'organisme gestionnaire est le syndicat mixte du parc naturel régional du Verdon qui a la compétence globale gestion de l'eau

## Affluents
L'Artuby a quinze tronçons affluents référencés. Trois affluents font plus de 6 km de longueur :
- La Lane (rg[note 1]), 19 km qui prend sa source au Haut-Thorenc, hameau de Andon (06), et se jette dans l'Artuby peu après le hameau de Malamaire à Valderoure, et de rang de Strahler deux.
- le Rieu Tort (rg), 10 km qui prend sa source à Seranon (06), et se jette dans l'Artuby à La Martre (Var), et de rang de Strahler un.
- la Bruyère (rg), 16 km son plus gros affluent, prend sa source dans la commune de La Bastide, dans le massif de la montagne de Lachens (sommet du Var), et se jette dans l'Artuby à Comps-sur-Artuby au sud du hameau de Chardan (Camp de Canjuers), avec un rang de Strahler de trois.

### Rang de Strahler
Donc le rang de Strahler de l'Artuby est de quatre par la Bruyère et la Vallon de la Clue, ou la vallon des Frayières et la vallon de Font Freye.

## Hydrologie
Son régime hydrologique est dit nivo-pluvial.

### Jaugeage
Plusieurs jaugeages effectués en 1843-44, en été, par M. Bosc à La Martre, donc en amont des pertes de Chardan (camp de Canjuers), donnaient un résultat moyen de 300 litres par seconde.

### L'Artuby à Comps-sur-Artuby
L'Artuby a été observé à Comps-sur-Artuby, sur 23 ans de 1977 à 1999, pour un bassin versant de 225 km2 et à 755 m d'altitude. Le module est de 1,37 m3/s à cette station.

### Étiage ou basses eaux
À l'étiage, c'est-à-dire aux basses eaux, le VCN3, ou débit minimal du cours d'eau enregistré pendant trois jours consécutifs sur un mois, en cas de quinquennale sèche s'établit à 0,001 m3/s ou 1 l/s, ce qui est très faible,.

### Crues
Sur cette période d'observation de vingt-trois ans, le débit journalier maximal a été observé le 21 décembre 1983 pour 74,4 m3/s. Le débit instantané maximal a été observé le 21 décembre 1983 avec 137,0 m3/s et la hauteur maximale instantanée de 388 cm soit 3,88 m, le 20 décembre 1997,.
Le QIX 2 est de 65,0 m3/s, le QIX 5 est 100,0 m3/s, le QIX 10 est de 120,0 m3/s et le QIX 20 est de 150,0 m3/s. Les QIX 50 et QIX 100 n'ont pas pu être calculés vu la période d'observation de 23 ans.

### Lame d'eau et débit spécifique
La lame d'eau écoulée dans cette partie du bassin versant de la rivière est de 192 millimètres annuellement, ce qui est  au-dessous d'un tiers de la moyenne en France, à 300 mm/an. Le débit spécifique (Qsp) atteint seulement 6,1 litres par seconde et par kilomètre carré de bassin.

## Aménagements et écologie
Le bassin versant de l'Artuby est partiellement dans le parc naturel régional du Verdon et dans la Réserve naturelle géologique de Haute-Provence.

### Prélèvements agricoles
De nos jours, plusieurs pompages mécaniques sont utilisés.

### Moulins et scieries
Ils sont maintenant tous inactifs ou en ruines, voire disparus : 
- moulins et scierie de La Martre (83) (en ruines) ayant appartenu à feus MM. Bérard et Boyer ;
- moulin à farine de Bargème (en ruines), en sortie de clue, en rive gauche, ayant appartenu à feu M. Henry ;
- moulin d'Entripo, hameau de la Souche à Comps-sur-Artuby, en rive droite ;
- moulin Chauvet à Comps-sur-Artuby en rive droite, en amont du mauvais pont ;

### Barrages
- ancien barrage en gabions et piles de bois et enrochement à La Martre (Var),
- notion d'un ancien projet de barrage EDF dans les gorges de Mauvasque[9] à La Martre (Var).

### Ponts remarquables
- pont de Serre, dit 'pont de Madame' à La Martre, (1735),
- pont de Bargème à 'la montée du moulin', entre les hameaux de Cuiros et de Saint-Laurent,
- pont du hameau de La Souche à Comps-sur-Artuby (XVIIe),
- le 'Mauvais pont' à Comps-sur-Artuby,
- le Pont de l'Artuby ou pont de Chaulière, situé sur la D 71 entre les territoires des communes d'Aiguines (Var) et de Moustiers-Sainte-Marie (Alpes-de-Haute-Provence), site fréquenté pour le saut à l'élastique.

### Anciennes glacières
Dans la boucle méridionale de l'Artuby (gorges de Majastre), de part et d'autre du hameau de Guent, on retrouve les ruines assez bien conservées de trois anciennes glacières (XVIIe - XVIIIe).

## Galerie d´images

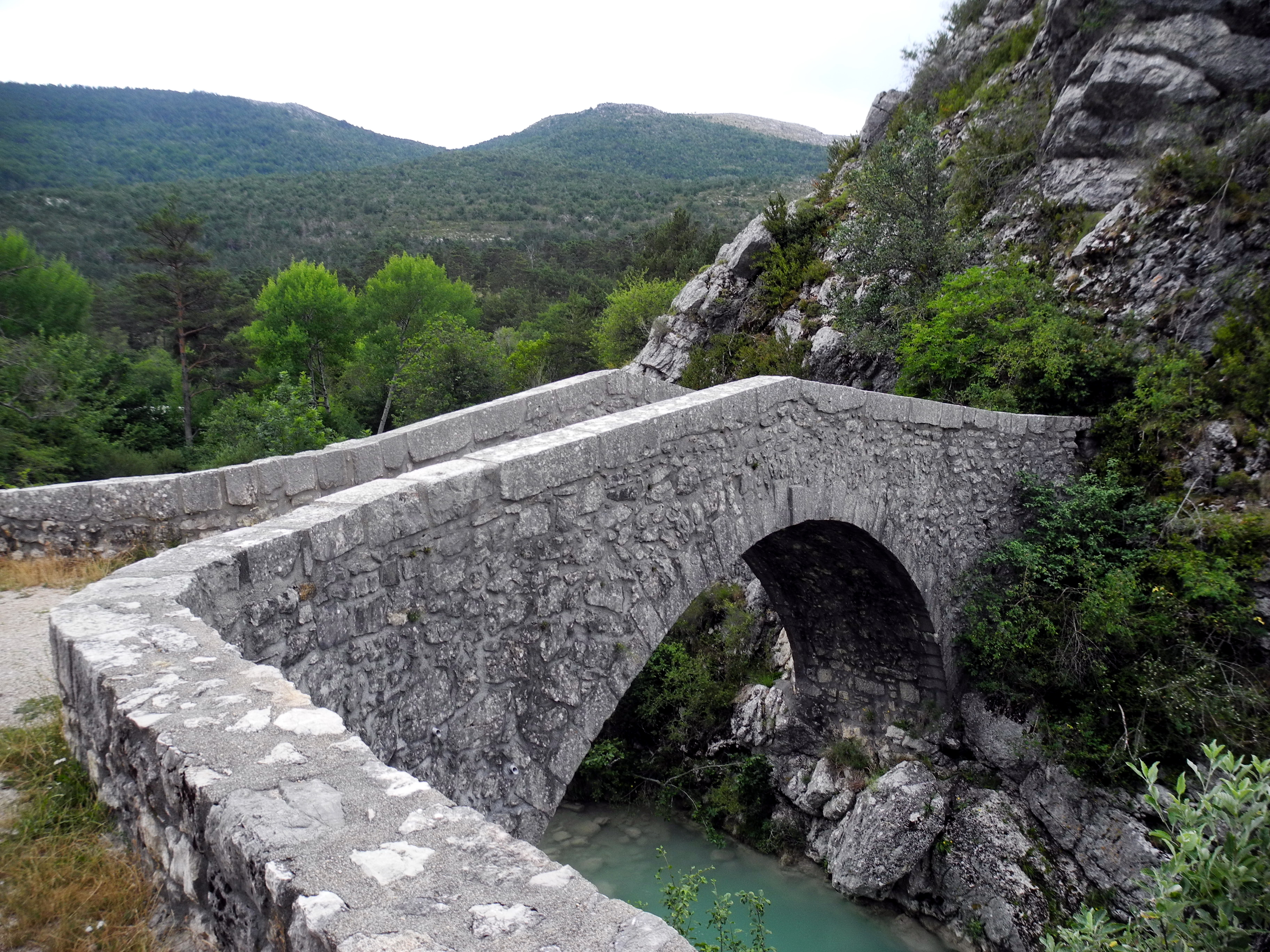
Artuby : pont de Serre à La Martre (83].
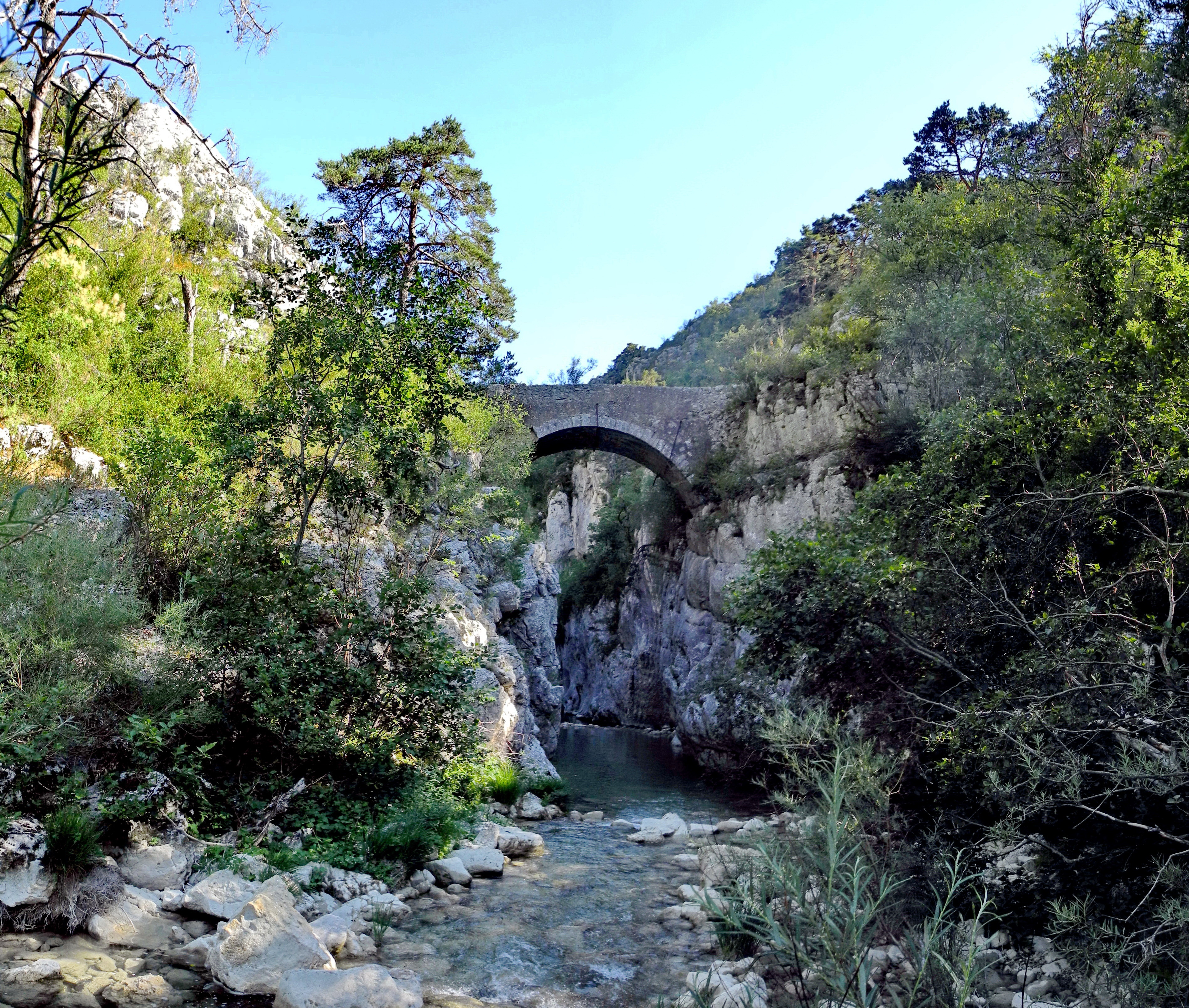
Gorges de l'Artuby : pont de la Montée du moulin à Bargème.
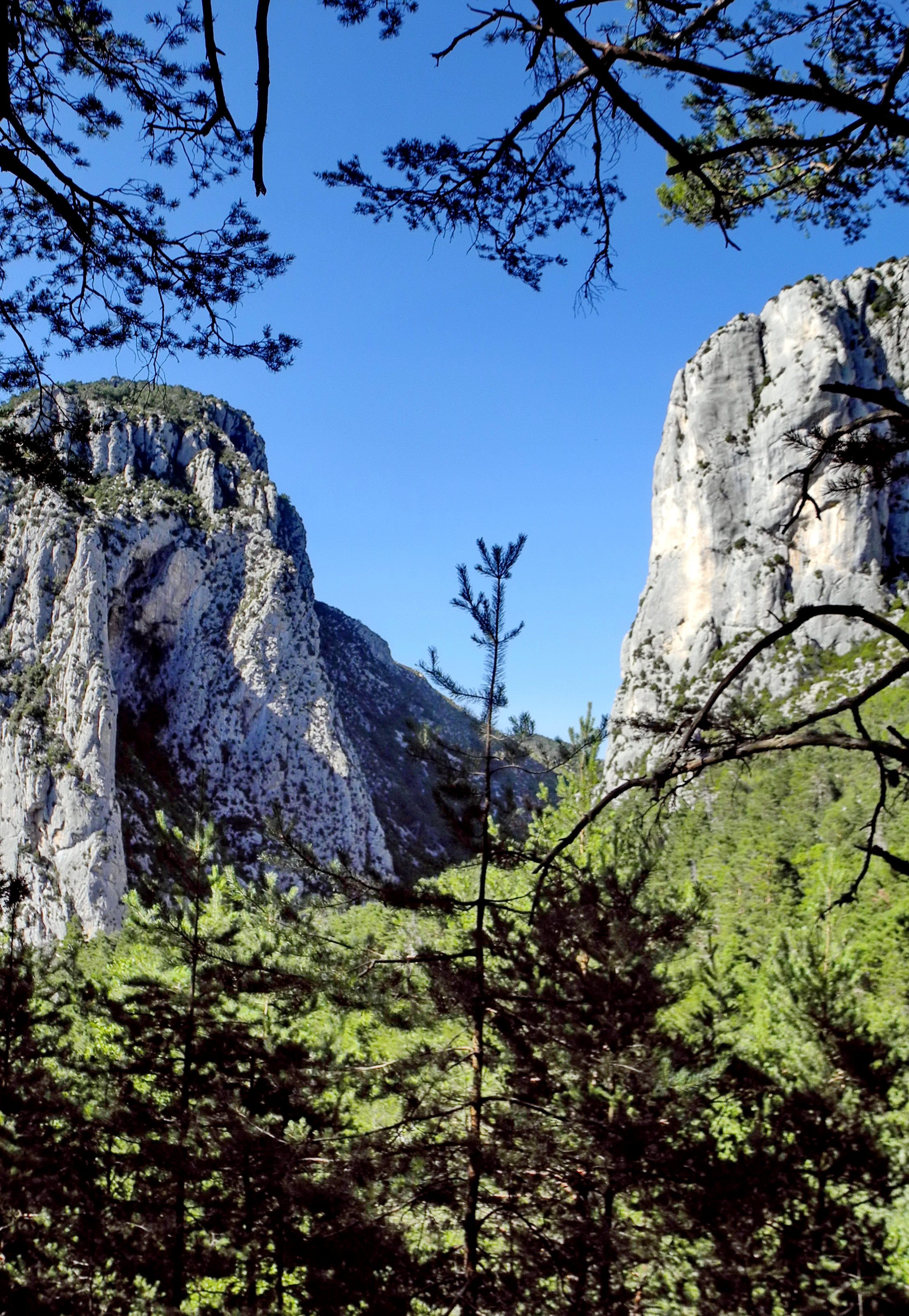
Gorges de l'Artuby à Bargème.
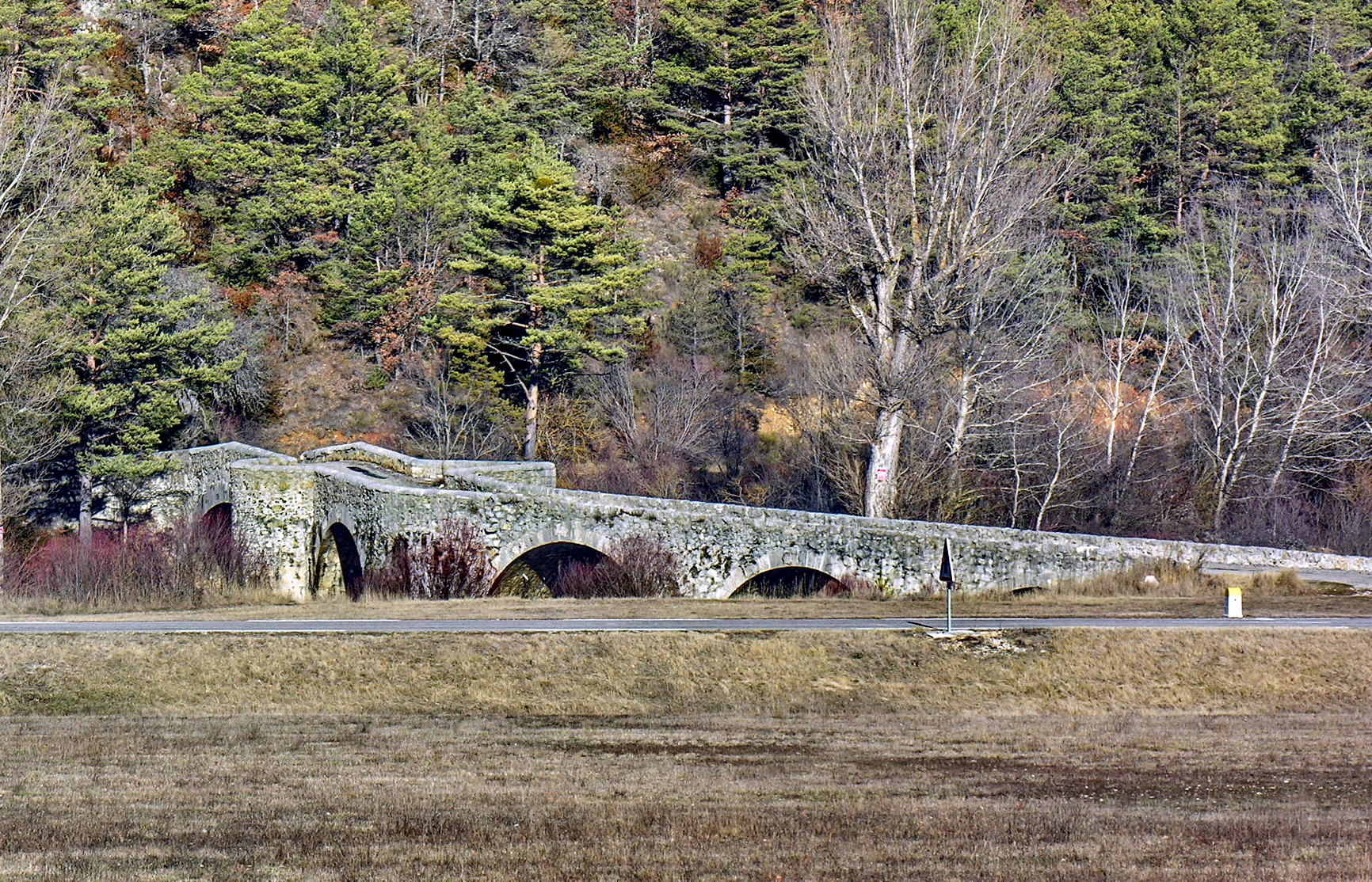
Pont de la Souche (XVIIe) à Comps-sur-Artuby.
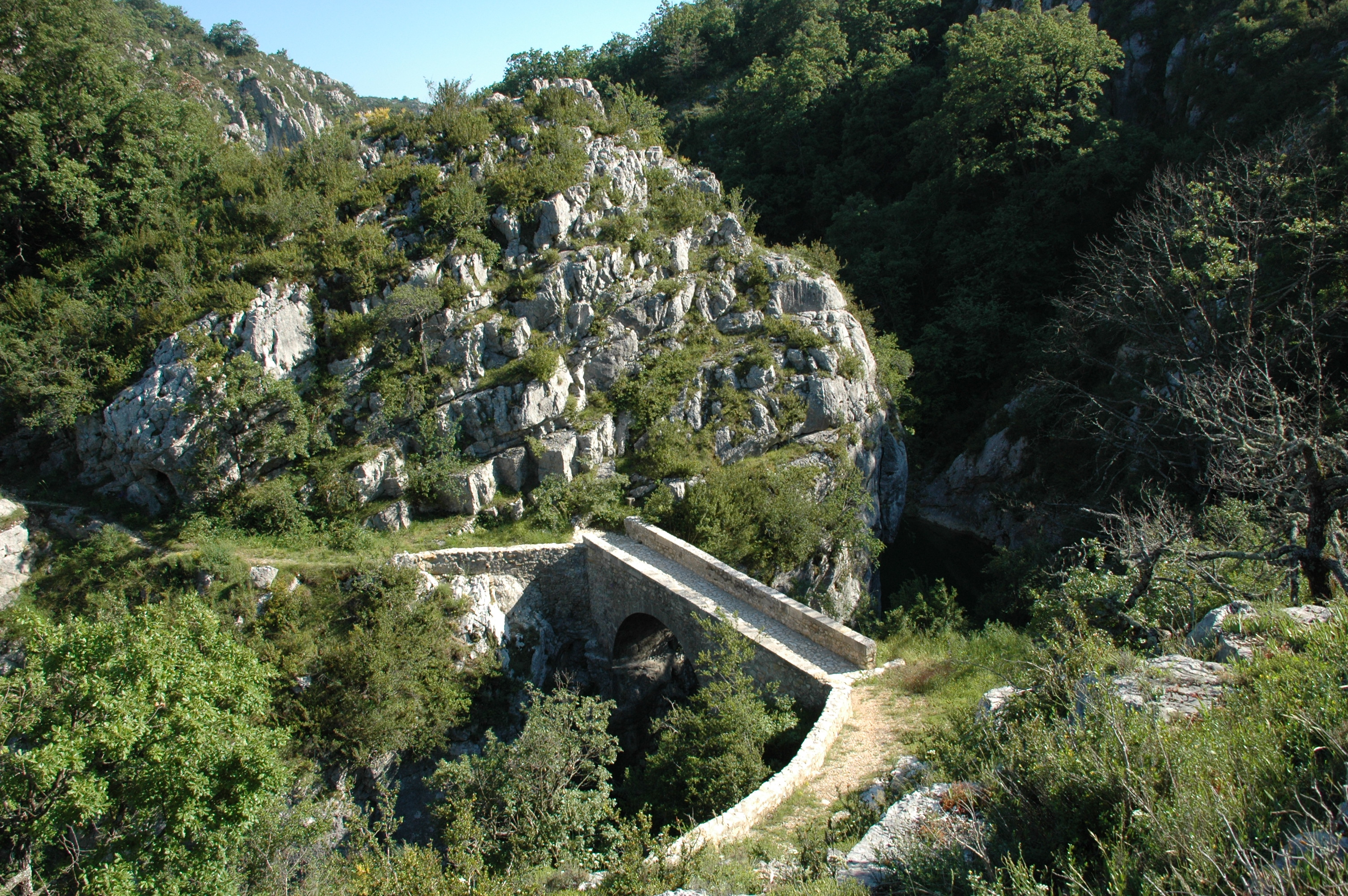
Le Mauvais Pont sur l'Artuby à Comps-sur-Artuby.
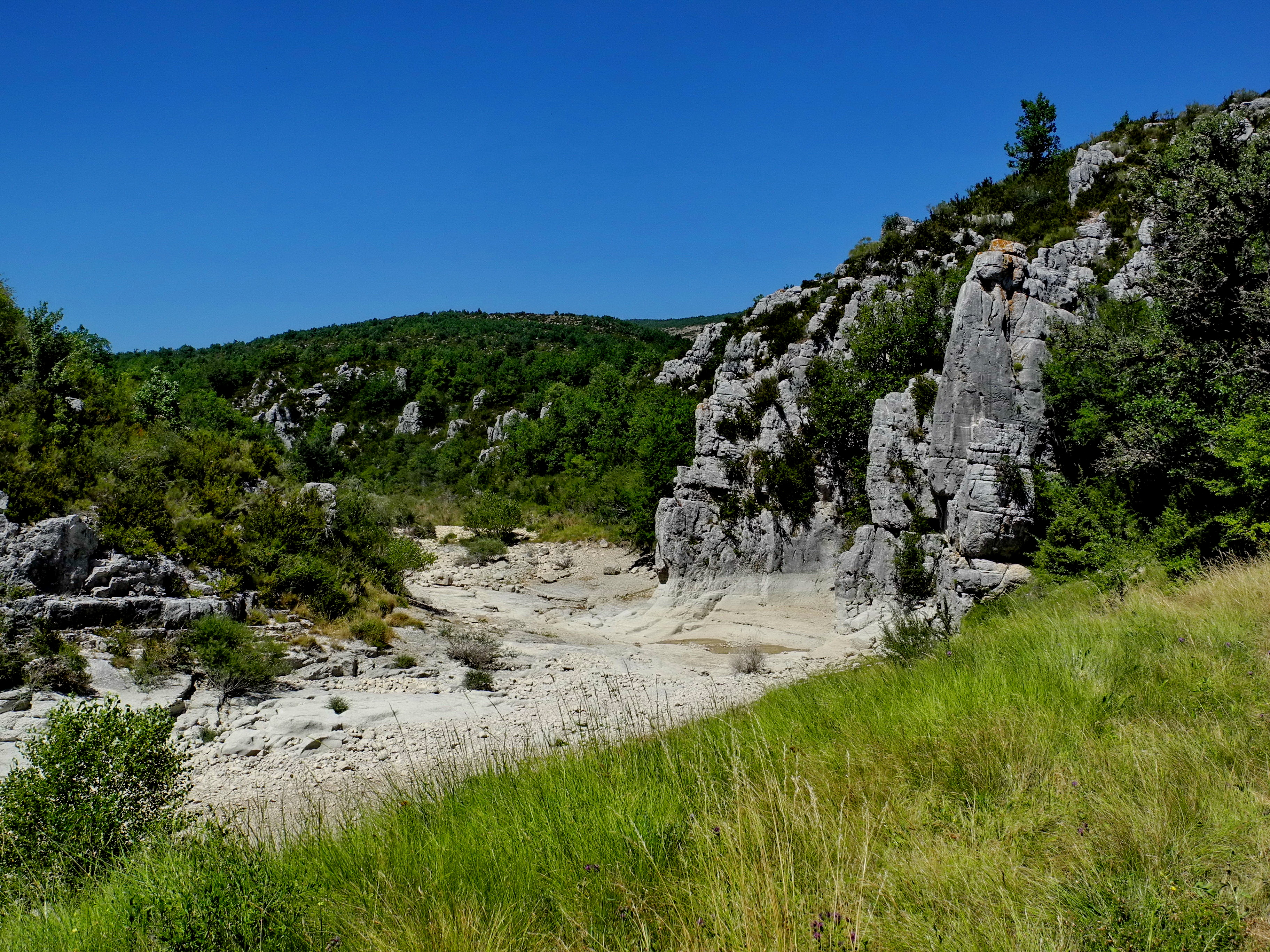
Gorges de l'Artuby dans la camp de Canjuers.
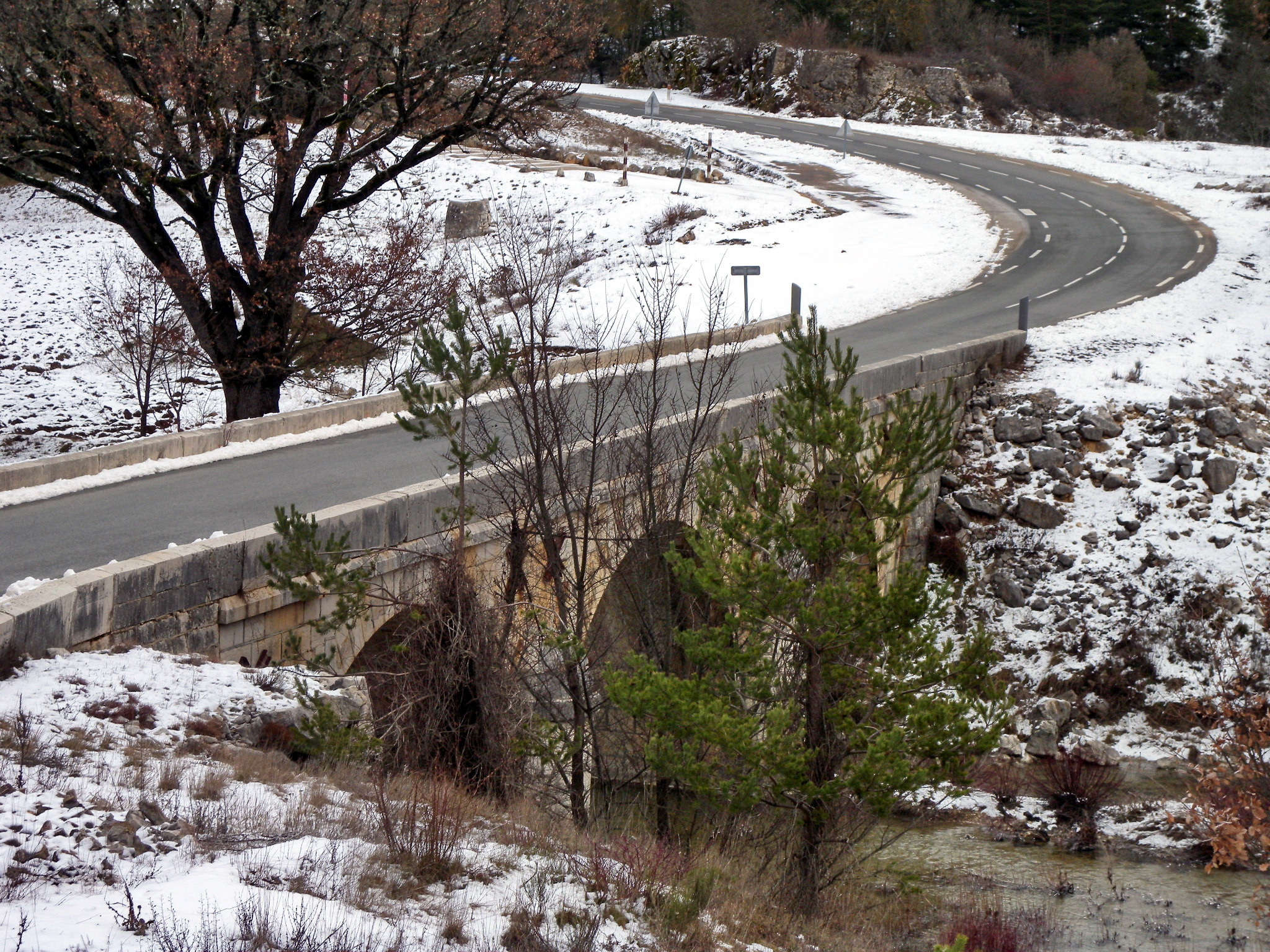
Un des ponts sur l'Artuby dans le camp de Canjuers.
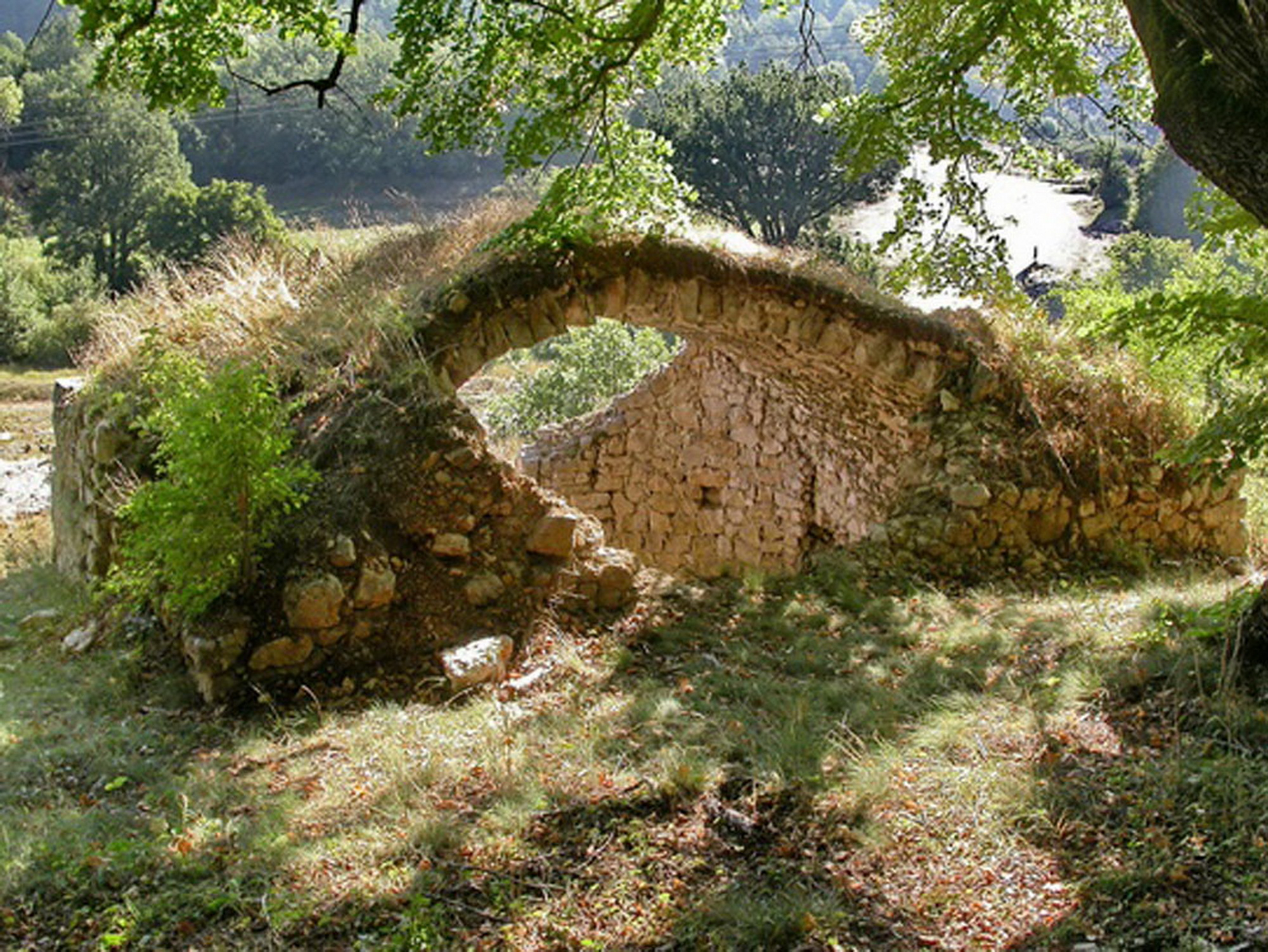
Ancienne glacière dans les gorges de Majastre (Camp de Canjuers).
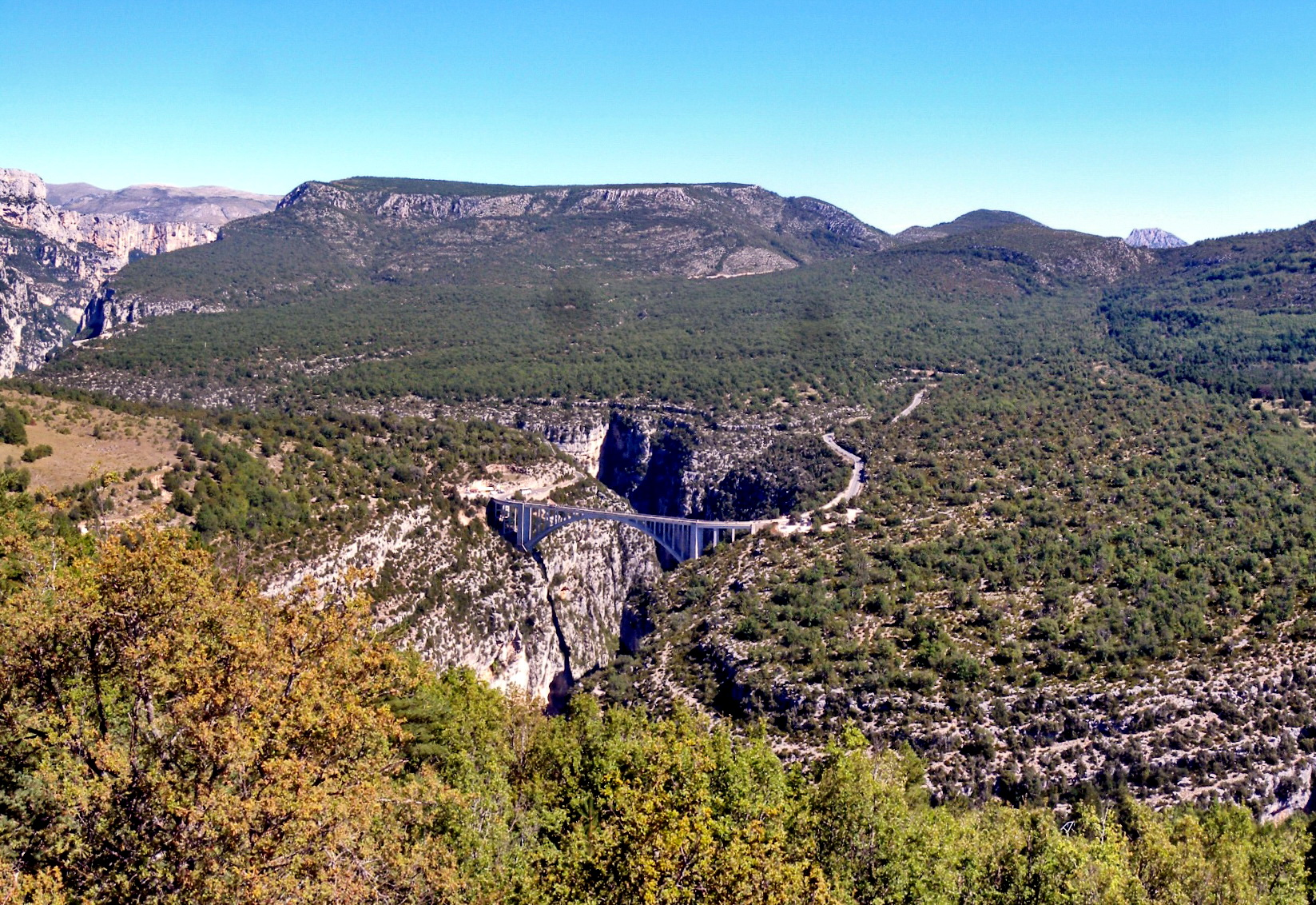
Gorges de l'Artuby, confluence avec le Verdon, et pont dit de la Mescla.
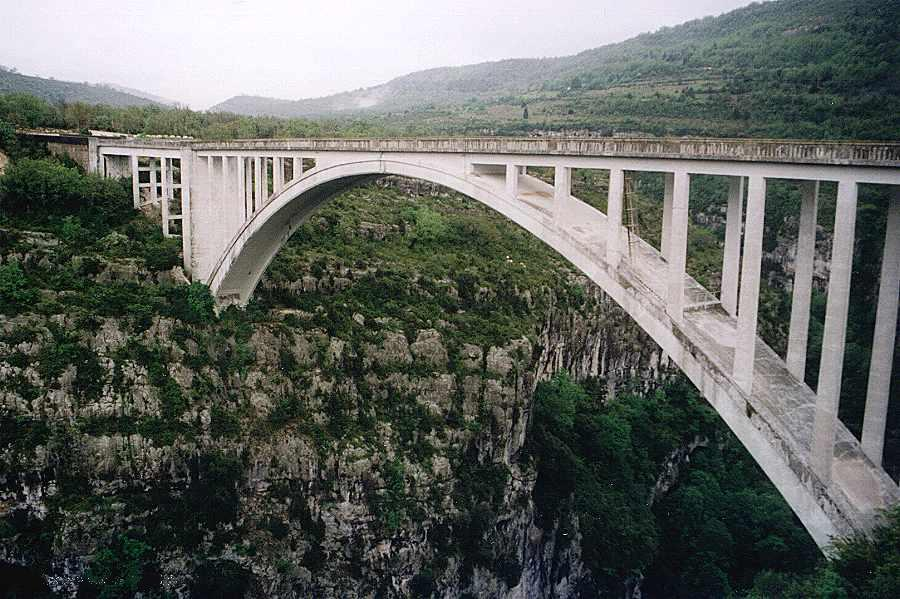
Gorges du Verdon.
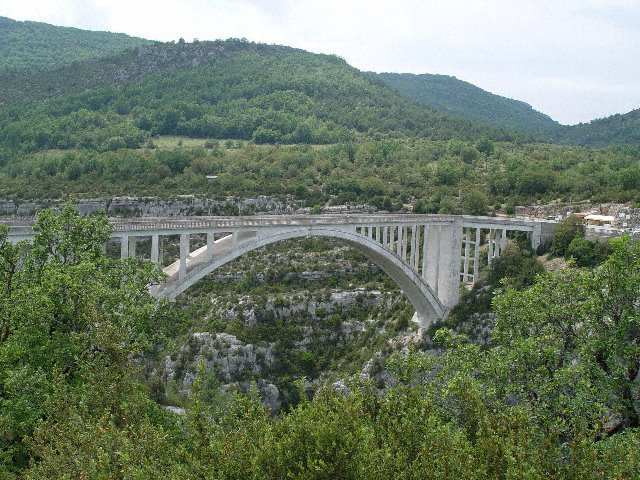
Pont de Chaulière ou pont de l'Artuby, entre Aiguines et Trigance.